# Socha svatého Jana Nepomuckého (Čermná ve Slezsku)
Socha svatého Jana Nepomuckého stojí na katastrálním území obce Čermná ve Slezsku v okrese Opava. V roce 1964 byla zapsána do Ústředního seznamu kulturních památek České republiky.

## Historie
Socha je na podstavci datována letopočtem 1853. V roce 2006 byla provedena její rekonstrukce. Plastika byla rozebrána na jednotlivé části,byl založen nový základ a na něj byla socha opět sestavena. Vadná místa byla vytmelena a některé části byly napuštěny hydrofobizačním prostředkem, který zabraňuje vnikání dešťové vody do díla.
Při restaurování byla v soše světce nalezena vnitřní schránka, ve které byl soubor mincí, z nichž nejstarší pocházela z roku 1826. Mince prošly restaurátorským zásahem. Dne 13. září 2006 byly vráceny do schránky a k nim byly přidány soudobé mince v rozmezí 0,5–50 Kč.

## Popis
Socha světce stojí před kostelem svaté Markéty na hranolovém pískovcovém podstavci.
Pískovcová původně polychromovaná socha stojí na nízkém plintu. Světec s nakročenou levou nohou je oblečený v tradičním oděvu. V klerice, přes kterou má navlečenu rochetu a přes ramena má přehozenou mozzetu, která je sepnutá sponou na prsou. Levou rukou přidržuje u těla mučednickou palmovou ratolest a téměř svisle ložený krucifix. Prst pravé ruky má přiložený k ústům jako symbol mlčenlivosti.
Pískovcový podstavec čtvercového půdorysu stojí na dvoustupňové kamenné podestě. Spodní část tvoří mírně rozšířená jednoduše profilovaná patka. V horní části podstavce je profilovaná římsa.
Na průčelní straně podstavce byl nápis:
| „ | Errichdet in Jahre 1853 van Anton Meider N 35 | “ |